# Lehrstuhl der Geschichte der Französischen Revolution
Der Lehrstuhl der Geschichte der Französischen Revolution (Chaire d'Histoire de la Révolution française) an der Sorbonne wurde im Vorfeld des hundertjährigen Revolutionsjubiläums vom Pariser Stadtrat im Dezember 1885 beschlossen und entwickelte sich während der folgenden hundert Jahre unter den darauf berufenen Persönlichkeiten zu einer für die Geschichtsschreibung zur Französischen Revolution maßgeblichen Institution. Über individuelle Auffassungsunterschiede und politische Orientierungen hinweg einte die Reihe der Lehrstuhlinhaber in diesem Zeitraum die Vorstellung, dass es sich bei ihrem Lehr- und Forschungsgegenstand um ein für die Identität der französischen Nation grundlegendes Geschehen von weltgeschichtlicher Bedeutung handelte.

## Einrichtung und Anfänge

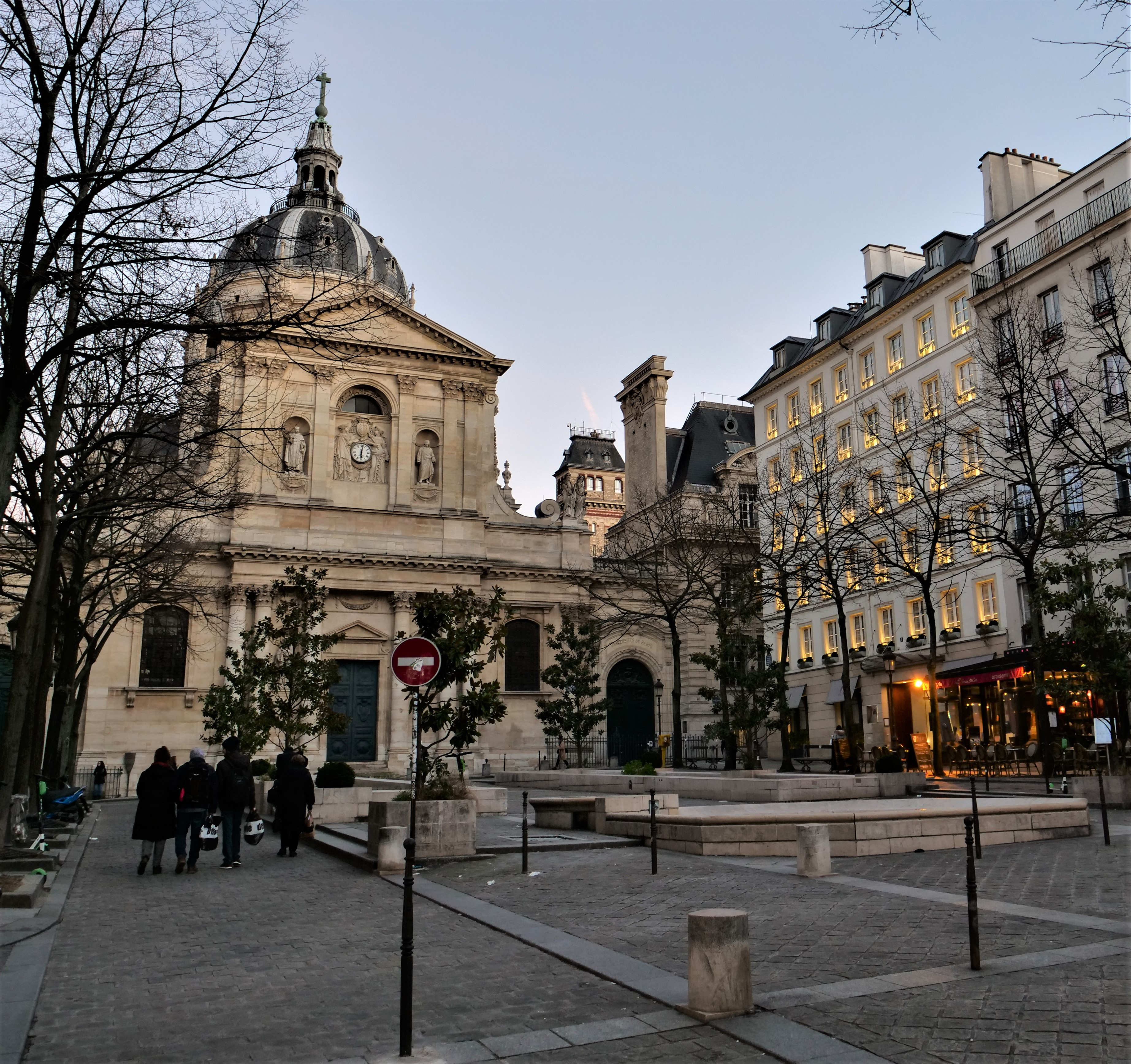
Sorbonne, gesehen vom Place de la Sorbonne

Als in der Dritten Französischen Republik Ende der 1870er Jahre die Republikaner in Wahlen die Konservativen überflügelten und mit ihrer politischen Programmatik zum Zuge kamen, unternahmen sie eine Reihe von Schritten, um die Französische Revolution als bedeutendste historische Leistung im Nationalbewusstsein der Franzosen zu verankern. So wurde 1879 die Marseillaise offiziell als Nationalhymne bestätigt und 1880 der 14. Juli in Erinnerung an den Sturm auf die Bastille zum Nationalfeiertag erhoben. Zudem sorgten die Republikaner für eine verstärkte Berücksichtigung der Französischen Revolution im Geschichtsunterricht an den staatlichen Schulen und in der Forschung. In diesem größeren Zusammenhang steht der Beschluss des Pariser Stadtrats von 1885, an der Sorbonne eine speziell der Revolutionsgeschichte gewidmete Dozentur einzurichten.
Auf den neuen Lehrstuhl wurde im nämlichen Stadtratsbeschluss mit Alphonse Aulard auf Initiative von Georges Clemenceau ein historischer Quereinsteiger berufen, der dann aber für mehr als 30 Jahre das Feld der Revolutionsgeschichte dominierte: „Als Professor an der Sorbonne mit zahlreichen Schülern, als Vorsitzender der führenden gelehrten Gesellschaft für die Revolutionsgeschichte und Herausgeber der wichtigsten Fachzeitschrift sowie als leitender Historiker bei staatlich oder kommunal geförderten Editionsprojekten stand Aulard im Zentrum eines machtvollen akademischen Netzwerkes, das bis nach dem Ersten Weltkrieg alle konkurrierenden ‚Schulen‘ weitgehend marginalisieren konnte.“ Zudem beteiligte sich Aulard als Schulbuchautor, Bildungspolitiker und politischer Journalist maßgeblich an der „Republikanisierung“ des öffentlichen Revolutionsbildes.
Als Forschungsschwerpunkte in seiner Funktion als Lehrstuhlinhaber markierte Aulard sogleich die Bereiche Quellenkritik und Geschichte der Revolutionshistorie, wobei letztere überhaupt erstmals systematisch angegangen wurde. Für seine Studenten entwickelte er „10 Gebote“ der wissenschaftlichen Geschichtsschreibung, die speziell Quellennähe, Quellenkritik und einen seriösen wissenschaftlichen Apparat einforderten. Mit den methodischen Standards, die Aulard auch in seinen wissenschaftlichen Publikationen zur Geltung brachte, leitete er nach dem Urteil Mollenhauers „die Ära der Professionalisierung der Revolutionsgeschichte“ ein.

## Republikanische und sozialistische Akzente
Dass Aulard nicht aufgrund einer Qualifikation als Historiker auf den Lehrstuhl für Revolutionsgeschichte gelangt war, sondern als engagierter Republikaner, trug ihm seitens der Konservativen das Stigma des Parteihistorikers ein, gegen das er die besagten methodischen Standards aufbot. Von 1886 bis zu seiner Emeritierung 1922 blieb Aulard Inhaber der Chaire d'Histoire de la Révolution française, auf der ihm nicht sein ehedem eng verbundener Schüler die Albert Mathiez nachfolgte, sondern Philippe Sagnac. Für diesen übernahm Mathiez zwischen 1926 und 1929 immerhin die Lehrstuhlvertretung. Den nachhaltigsten Eindruck auf Mathiez hatte die Histoire socialiste de la Révolution française von Jean Jaurès gemacht und – als vergleichbares zeitgenössisches Geschehen – die Oktoberrevolution in Russland, die er als Schwesterrevolution begrüßte. In den Bolschewiki sah er die Nachfolger der Jakobiner, in dem errichteten Sowjetregime eine ebenfalls auf Gleichheit und Freiheit zielende Wohlfahrtsdiktatur. Bei seiner Interpretation der Französischen Revolution legte Mathiez den Akzent erstmals auf die sozialen und wirtschaftlichen Bedingungen der Revolutionsära und auf deren wechselwirksame Verknüpfungen.
Eine Revolutionsinterpretation ähnlich der von Mathiez wurde auf dem Sorbonne-Lehrstuhl für Jahrzehnte etabliert, als Georges Lefebvre 1937 die Stelle von Sagnac übernahm und seine Einblicke in die englische Wirtschafts- und Sozialgeschichte einbrachte. Die neue Position nutzte Lefebvre bereits im Jahr der Amtsübernahme, um mit der Gründung des Instituts für die Geschichte der Französischen Revolution (Institut d'histoire de la Révolution française) die Institutionalisierung der Revolutionsforschung an der Sorbonne noch auszubauen. Von da an waren Lehrstuhl und Institutsdirektorium bis 2015 durchgängig in einer Hand, so auch bei Lefebvres Nachfolgern Marcel Dunan 1946 und Marcel Reinhard 1955. Auch unter den sozialistisch ausgerichteten Lehrstuhl-Nachfolgern Aulards blieb jedoch die Verbindung von positivistisch geprägter Wissenschaftlichkeit und politischem Engagement im Kern erhalten.
Das galt auch für Albert Soboul, der 1967 auf die Chaire d'Histoire de la Révolution française gelangte und bis zu seinem Tod 1982 auf dem Lehrstuhl verblieb. Sein spezielles Augenmerk galt der Sansculottenforschung und der jakobinischen Revolutionsphase von 1792 bis 1794. Nach der Studentenrevolte im Mai 1968 wurde die Universität von Paris 1970/71 aufgespalten, Institut und Lehrstuhl der Geschichte der Französischen Revolution wurden der Université Paris 1 Panthéon-Sorbonne zugeordnet. Mit Soboul endete die Ära der betont materialistisch und sozialistisch ausgerichteten prominenten Revolutionsforscher auf dem Lehrstuhl der Geschichte der Französischen Revolution. Michel Vovelle, der ihm schließlich nachfolgte, hatte sich mit Arbeiten zu religiösen Mentalitäten im Geist der Annales-Schule von Soboul entfernt und war von diesem als „zu lau“ (trop tiède) angesehen worden.

## In offener Forschungslandschaft
Anlässlich des Bicentenaire, des 200-jährigen Jubiläums der Französischen Revolution, war Vovelle, der einer linken Mehrheit genehm war und die oppositionelle Rechte nicht zu sehr irritierte, die Koordination der wissenschaftlichen Beiträge zu den Feierlichkeiten übertragen worden. Er präsentierte zu diesem Anlass unter anderem ein von ihm herausgegebenes, an die 50 Mitwirkende umfassendes Sammelwerk unter dem Titel La Librairie du Bicentenaire. Dieses wollte er als Einladung verstanden wissen, das Frankreich der Jahre 1789 bis 1799 in der Begegnung mit verschiedensten Aspekten des Lebens der Menschen dieser Zeit wiederzuentdecken.
Auf Vovelle, der die marxistische Tradition seiner Vorgänger auf dem Lehrstuhl der Geschichte der Französischen Revolution zwar anders akzentuiert, aber nicht aufgegeben hatte, folgte mit Catherine Duprat ab 1993 eine weitere Abschwächung der vormaligen Ausrichtung, indem Duprat sich als Spezialistin für Philanthropie in der ersten Hälfte des 19. Jahrhunderts mehr der Erforschung von Vor- und Nachgeschichte der Revolution zuwendete. Jean-Clément Martin, der von 2000 bis 2008 mit Lehrstuhl und Institut betraut war und Forschungsschwerpunkte bei gegenrevolutionären Erhebungen speziell in der Vendée hatte, stand für eine ausgeprägte Distanzierung von der marxistischen Lesart und für die Öffnung gegenüber anglo-amerikanischer und italienischer Revolutionsforschung.
Im Jahr 2008 kamen Lehrstuhl und Institut für die Geschichte der Französischen Revolution unter die Leitung von Pierre Serna, der bereits ab 1984 dort einschlägig geforscht hatte. Größere Bekanntheit erlangte seine Publikation über Pierre-Antoine Antonelle, in dem er den Vordenker des Konzepts der repräsentativen Demokratie erkannte. Mit La République des girouettes (Die Republik der Wetterfahnen) legte er 2005 eine Darstellung der die Staatsgewalt in der Direktorialzeit zunehmend usurpierenden Akteure eines „Extremismus der Mitte“ im Zeitraum 1789 bis 1815 vor. Sernas Funktion als Institutsdirektor endete 2015 mit der Eingliederung des Instituts für die Geschichte der Französischen Revolution in das Institut für moderne- und Zeitgeschichte (Institut d’histoire moderne et contemporaine) der Université Paris 1 Panthéon-Sorbonne.